# The Trap
The Trap er en amerikansk stumfilm fra 1913 af Edwin August.

## Medvirkende
- Lon Chaney som Lon
- Murdock MacQuarrie som Chance
- Pauline Bush som Jane
- Cleo Madison som Cleo